# Relaciones Venezuela-Unión Europea
Las relaciones Unión Europea-Venezuela son las relaciones internacionales entre la Unión Europea (UE) y la República Bolivariana de Venezuela.
Las relaciones no están reguladas por ningún marco institucional bilateral. Desde el 25 de febrero de 2021 no hay embajadores en ninguna de las dos jurisdicciones.

## Cooperación
El documento estratégico 2007-2013 presenta los objetivos de la cooperación financiera entre la Unión Europea y Venezuela: el apoyo a la modernización y a la descentralización de Venezuela y a la diversificación de la economía.

## Sanciones
Las relaciones entre la UE y Venezuela se enrarecieron desde que en 2017 Venezuela se convirtió en el primer país latinoamericano en ser sancionado por la UE. Así, en noviembre de 2017, los Estados miembro de la EU anunciaron un embargo de armas, abriéndose la posibilidad también a futuras sanciones personales.
El 18 de enero de 2018 la UE aprobó sancionar a siete funcionarios venezolanos, señalados por la primera como responsables de la represión en el país imponiéndoles así una congelación de activos y la prohibición de entrada a la UE.
En junio de 2020, el gobierno venezolano anunció la expulsión de la enviada de la UE en Venezuela, Isabel Brilhante Pedrosa, como medida retaliatoria en respuesta al anuncio de nuevas sanciones dirigidas hacia 11 altos cargos de la administración venezolana por parte de la UE, entidad a la cual el presidente venezolano, Nicolás Maduro, tachó de «supremacista»; el alto representante de la UE Josep Borrell anticipó que se respondería con «reciprocidad», sin embargo la medida fue retirada. En febrero de 2021 la UE vuelve a sancionar a funcionarios venezolanos, a lo que el gobierno de Nicolás Maduro responde con la expulsión definitiva de Pedrosa, al día siguiente el jefe de la diplomacia europea ejecuta la misma acción en reprocidad, con la expulsión de la representante venezolana Claudia Salerno.
El 13 de mayo de 2024 la Unión Europea retira temporalmente las sanciones al actual presidente del Consejo Nacional Electoral Elvis Amoroso, a Socorro Elizabeth Hernández exrectora del Consejo Nacional Electoral (2010-2020), Xavier Antonio Moreno secretario general del CNE y Leonardo Enrique Morales Poleo exrector del CNE (2020) hasta el 10 de enero de 2025. Al mismo tiempo la UE decide mantener las sanciones a los demás funcionarios venezolanos. Amoroso emite un comunicado que rechaza las pretensiones de la Unión Europea de coaccionar al presidente del CNE y al Poder Electoral en el levantamiento de sanciones coercitivas y unilaterales impuestas a la República Bolivariana de Venezuela. El 20 de mayo, el CNE revoca invitación a observadores de la Unión Europea conformada por unos 27 Estados miembros. “La Unión Europea lamenta profundamente la decisión unilateral del Consejo Nacional Electoral de Venezuela de retirar su invitación a observar las elecciones presidenciales del 28 de julio”, dice el texto publicado por la UE en Venezuela. Elvis Amoroso explicó que tomaron la decisión, por las sanciones impuestas a varios organismos, empresas y funcionarios venezolanos. Sin embargo, el bloque afirmó que solo mantiene sanciones contra más de 50 venezolanos acusados de actos de represión o esfuerzos para socavar la democracia que no afectan la economía de Venezuela.
El 19 de junio de 2024 el Parlamento español pide por unanimidad al gobierno de Maduro que la Unión Europea sea observadora en las presidenciales El 20 de junio el CNE condicionó una nueva invitación a los observadores de la Unión Europea para que presencien las presidenciales del 28 de julio con el levantamiento de todas las sanciones a Venezuela. “Si no hay levantamiento de las sanciones y el bloqueo contra el pueblo de Venezuela, contra los enfermos, contra los estudiantes, contra las personas de cierta edad, no hay absolutamente nada que conversar ni pensar que puedan venir a Venezuela cuando desprecian a todos los venezolanos”, dijo Elvis Amoroso 

## Parlamento Europeo
El 19 de septiembre el Parlamento Europeo reconoce a Edmundo González como presidente electo de Venezuela, la resolución fue aprobada con 309 votos a favor, 201 en contra y 12 abstenciones. La Eurocámara instó a la Unión Europea (UE) a «hacer todo lo posible para garantizar» que González Urrutia pueda asumir el cargo el 10 de enero de 2025. La UE desconoce la reelección de Nicolás Maduro, pero hasta ahora se abstiene de designar a Edmundo González como «presidente electo», y exige la publicación oficial de la totalidad de las actas.